# Linha São Borja–Barra do Quaraim
A Linha São Borja-Barra do Quaraí era uma ferrovia de bitola métrica localizada na fronteira oeste do Rio Grande do Sul, costeando o Rio Uruguai na fronteira com a Argentina. A linha iniciava em São Borja, passando por Maçambará, Itaqui, Uruguaiana e Barra do Quaraí até atravessar o Rio Quaraí e conectar-se com a Linha Litoral do Uruguai em Bella Unión.
A linha permitia a conexão com as Linha Porto Alegre-Uruguaiana em Uruguaiana e com a Linha Dilermando de Aguiar-São Borja em São Borja.